# Anita Nederlof
Anita Nederlof (Harmelen, 1 april 1990) is een Nederlandse journaliste, nieuwslezeres, zangeres, actrice en presentatrice.

## Biografie
Nederlof volgde, naast haar acteerwerk, een opleiding aan de toneelschool in Zoetermeer. Hierna studeerde ze verder aan de opleiding Journalistiek.
Ze deed in 2001 en 2002 mee met Kinderen voor Kinderen en was in die jaren een van de solozangeressen van het koor. In 2004 deed ze mee met het 25-jarig jubileumconcert van Kinderen voor Kinderen.
In 2007 speelde ze voor het eerst in een musical en maakte in december van dat jaar haar tv-debuut met een kleine bijrol in de soapserie Onderweg naar Morgen. Vanaf 2008 vertolkte zij de rol van Hedwig van Hilst in de jeugdserie Amika van Studio 100.
In 2009 speelde Nederlof de rol van Xena in de jeugdserie XMIX, een productie van Trend Media. Zij nam een van de hoofdrollen van de serie voor haar rekening, net als Vincent Klaiber en Carlo Kip. Tevens namen zij gezamenlijk een album getiteld XMIX, dat zijn wij op.
Vanaf 2014 was Nederlof verslaggeefster en presentatrice bij RTV Utrecht. Ze ging als camerajournaliste mee met de mariniers uit de kazerne in Doorn op trainingsmissie in Schotland. Hiervan maakte ze de documentaire Mannen van Doorn. Ook presenteerde ze de nieuwsuitzendingen van UNieuws en UVandaag en het socialemediaprogramma UOnline. 
Nederlof werd in 2016 genomineerd voor de Philip Bloemendal Prijs, een prijs voor journalistiek presentatietalent onder de dertig jaar.
Begin 2019 won ze bij de NL Awards de eerste prijs in de categorie Jong Talent. De NL Awards zijn de jaarlijkse onderscheidingen voor de beste programma's van de regionale omroepen.
Sinds januari 2020 presenteert Nederlof, samen met Antoin Peeters, de avonduitzendingen van het RTL Nieuws.

## Filmografie

### Televisie
- Onderweg naar Morgen (2007), als Neeltje Hokwerda
- Amika (2008-2011), als Hedwig van Hilst
- XMIX (2009-2011), als Xena
- RTV Utrecht (2014-2019), presentatrice en verslaggever
- RTL Nieuws (2020-heden), presentatrice

## Discografie

### Albums
- Kinderen voor Kinderen 22 (2001), lied Elk dier
- Kinderen voor Kinderen 23 (2002), lied Tim (hij is het helemaal) en De laatste schooldag
- XMIX, dat zijn wij (2009)